# Championnat du monde junior de hockey sur glace 2002
Navigation
Édition précédente Édition suivante
Le Championnat du monde junior de hockey sur glace 2002 a eu lieu du 25 décembre 2001 au 4 janvier 2002 à Pardubice et à Hradec Kralove en République tchèque. La Russie a remporté la médaille d'or sur le score de 5-4 après avoir été menée 3-1 par le Canada lors de la deuxième période.

## Résultats

### Groupe A
À Pardubice
|             | PJ | V | D | N | BP | BC | PTS |
| ----------- | -- | - | - | - | -- | -- | --- |
| Slovaquie   | 4  | 2 | 0 | 2 | 14 | 7  | 6   |
| États-Unis  | 4  | 2 | 0 | 2 | 14 | 9  | 6   |
| Suède       | 4  | 2 | 0 | 2 | 11 | 5  | 6   |
| Tchéquie    | 4  | 1 | 3 | 0 | 11 | 7  | 2   |
| Biélorussie | 4  | 0 | 4 | 0 | 4  | 26 | 0   |

25 décembre
- États-Unis 3-1 République tchèque
- Biélorussie 0-5 Suède

26 décembre
- Slovaquie 7-1 Biélorussie

27 décembre
- République tchèque 0-1 Slovaquie
- Suède 2-2 États-Unis

28 décembre
- Biélorussie 1-9 République tchèque

29 décembre
- Suède 2-2 Slovaquie
- États-Unis 5-2 Biélorussie

December 30
- République tchèque 1-2 Suède
- Slovaquie 4-4 États-Unis

### Groupe B
À Hradec Kralove
|          | PJ | V | D | N | BP | BC | PTS |
| -------- | -- | - | - | - | -- | -- | --- |
| Finlande | 4  | 3 | 1 | 0 | 14 | 5  | 6   |
| Canada   | 4  | 3 | 1 | 0 | 27 | 7  | 6   |
| Russie   | 4  | 2 | 2 | 0 | 12 | 8  | 4   |
| Suisse   | 4  | 2 | 2 | 0 | 12 | 10 | 4   |
| France   | 4  | 0 | 4 | 0 | 1  | 36 | 0   |

25 décembre
- France 0-15 Canada
- Suisse 3-0 Finlande

26 décembre
- Russie 5-1 France

27 décembre
- Canada 6-1 Suisse
- Finlande 2-1 Russie

28 décembre
- France 0-8 Finlande

29 décembre
- Canada 5-2 Russie
- Suisse 8-0 France

30 décembre
- Russie 4-0 Suisse
- Finlande 4-1 Canada

### Ronde éliminatoire

#### Quarts-de-finale
1er janvier à Hradec Kralove
- États-Unis 1-6 Russie
- Canada 5-2 Suède

1er janvier à Pardubice
- Slovaquie 2-3 Suisse
- Finlande 3-1 République tchèque

#### Demi-finales
2 janvier à Pardubice
- Suisse 0-4 Canada
- Russie 2-1 Finlande (Pr)

#### Matchs de classement
2 janvier à Hradec Kralove
- Slovaquie 2-3 Suède (TF)
- République tchèque 3-4 États-Unis

4 janvier à Hradec Kralove
- 5e place : États-Unis 3-2 Suède (Pr)
- 7e place : Slovaquie 2-6 République tchèque

#### Finales
4 janvier à Pardubice
- Médaille d'or : Russie 5-4 Canada
- Médaille de bronze : Finlande 5-1 Suisse

### Relégation
Au meilleur des deux matches

1er janvier à Hradec Kralove
- Biélorussie 2-3 France

3 janvier à Pardubice
- France 2-4 Biélorussie (TF)

La France est reléguée en division I pour le Championnat du monde junior de hockey sur glace 2003.

### Meilleurs pointeurs
| Nom               | PJ | B | A | PTS | PUN |
| ----------------- | -- | - | - | --- | --- |
| Mike Cammalleri   | 7  | 7 | 4 | 11  | 10  |
| Brad Boyes        | 7  | 5 | 4 | 9   | 16  |
| Jared Aulin       | 7  | 4 | 5 | 9   | 4   |
| Aleš Hemský       | 7  | 3 | 6 | 9   | 6   |
| Marek Svatoš      | 7  | 7 | 1 | 8   | 6   |
| Aleksandr Frolov  | 7  | 6 | 2 | 8   | 4   |
| Stanislav Chistov | 7  | 4 | 4 | 8   | 0   |
| Tomáš Kopecký     | 7  | 3 | 5 | 8   | 22  |
| Jussi Jokinen     | 7  | 2 | 6 | 8   | 2   |
| Jarkko Immonen    | 7  | 4 | 3 | 7   | 6   |
| Tomáš Plekanec    | 7  | 3 | 4 | 7   | 0   |

### Meilleurs gardiens de but
(Ayant joué un minimum de 90 minutes)
| Nom              | MIN | BC | MOY  | BL | %ARR   |
| ---------------- | --- | -- | ---- | -- | ------ |
| Kari Lehtonen    | 359 | 7  | 1,17 | 1  | 94,3 % |
| Pascal Leclaire  | 299 | 9  | 1,80 | 2  | 93,7 % |
| Lucas Hronek     | 355 | 12 | 2,03 | 0  | 89,7 % |
| Henrik Lundqvist | 419 | 15 | 2,15 | 1  | 90,6 % |
| Peter Hamerlik   | 207 | 8  | 2,31 | 0  | 92,1 % |

### Classement final
| Place | Équipe      |
| ----- | ----------- |
| 1     | Russie      |
| 2     | Canada      |
| 3     | Finlande    |
| 4     | Suisse      |
| 5     | États-Unis  |
| 6     | Suède       |
| 7     | Tchéquie    |
| 8     | Slovaquie   |
| 9     | Biélorussie |
| 10    | France      |

## Division I
Le championnat de division I s'est déroulé du 16 au 22 décembre 2002 à Kapfenberg et à Zeltweg en Autriche.

### Groupe A
|            | PJ | G | P | N | BP | BC | PTS |
| ---------- | -- | - | - | - | -- | -- | --- |
| Autriche   | 3  | 2 | 1 | 0 | 9  | 5  | 5   |
| Norvège    | 3  | 2 | 0 | 1 | 12 | 10 | 4   |
| Kazakhstan | 3  | 1 | 0 | 2 | 13 | 13 | 2   |
| Slovénie   | 3  | 0 | 1 | 2 | 6  | 12 | 1   |

### Groupe B
|           | PJ | G | P | N | BP | BC | PTS |
| --------- | -- | - | - | - | -- | -- | --- |
| Allemagne | 3  | 3 | 0 | 0 | 16 | 4  | 6   |
| Ukraine   | 3  | 1 | 1 | 1 | 7  | 7  | 3   |
| Italie    | 3  | 0 | 2 | 1 | 10 | 17 | 2   |
| Pologne   | 3  | 0 | 1 | 2 | 10 | 15 | 1   |

L'Allemagne est promue en Élite. Aucune équipe n'est reléguée en raison de la restructuration des divisions pour l'année 2003 où la division I sera constituée de deux groupes de 6 équipes chacun.

## Division II
Le championnat de la Division II s'est joué du 30 décembre 2001 au 3 janvier 2002 à Zagreb en Croatie.

### Groupe A
|             | PJ | G | P | N | BP | BC | PTS |
| ----------- | -- | - | - | - | -- | -- | --- |
| Danemark    | 3  | 3 | 0 | 0 | 30 | 9  | 6   |
| Lettonie    | 3  | 2 | 0 | 1 | 22 | 6  | 4   |
| Royaume-Uni | 3  | 1 | 0 | 2 | 7  | 19 | 2   |
| Pays-Bas    | 3  | 0 | 0 | 3 | 3  | 28 | 0   |

### Groupe B
|          | PJ | G | P | N | BP | BC | PTS |
| -------- | -- | - | - | - | -- | -- | --- |
| Japon    | 3  | 3 | 0 | 0 | 25 | 6  | 6   |
| Croatie  | 3  | 1 | 1 | 1 | 14 | 14 | 3   |
| Hongrie  | 3  | 1 | 1 | 1 | 7  | 10 | 3   |
| Lituanie | 3  | 0 | 0 | 3 | 7  | 23 | 0   |

Le Japon, le Danemark, la Lettonie et la Croatie sont promus dans la division I. Les autres équipes restent dans la division II qui sera constituée en 2003 de deux groupes de six équipes chacun.

## Division III
Le championnat de la Division III s'est joué du 5 au 9 janvier 2002 à Belgrade en Yougoslavie.

### Groupe A
|             | PJ | G | P | N | BP | BC | PTS |
| ----------- | -- | - | - | - | -- | -- | --- |
| Estonie     | 3  | 3 | 0 | 0 | 30 | 9  | 6   |
| Yougoslavie | 3  | 2 | 0 | 1 | 22 | 6  | 4   |
| Islande     | 3  | 1 | 0 | 2 | 7  | 19 | 2   |
| Bulgarie    | 3  | 0 | 0 | 3 | 3  | 28 | 0   |

### Groupe B
|                | PJ | G | P | N | BP | BC | PT |
| -------------- | -- | - | - | - | -- | -- | -- |
| Espagne        | 3  | 3 | 0 | 0 | 20 | 7  | 6  |
| Roumanie       | 3  | 2 | 0 | 1 | 21 | 10 | 4  |
| Afrique du Sud | 3  | 1 | 0 | 2 | 8  | 10 | 2  |
| Mexique        | 3  | 0 | 0 | 3 | 8  | 30 | 0  |

En raison de la restructuration pour le championnat du monde junior de hockey sur glace 2003, toutes les équipes de la division III sont promues en division II.

## Source
- (en) Cet article est partiellement ou en totalité issu de l’article de Wikipédia en anglais intitulé « 2002 World Junior Ice Hockey Championships » (voir la liste des auteurs).